# ویکتور سولوویوف
ویکتور سولوویوف (به انگلیسی: Viktor Solovyov) (زادهٔ ۱۹۳۲) یک شناگر اهل شوروی است.